# Cantharellus ferruginascens
Cantharellus ferruginascens är en svampart som beskrevs av P.D. Orton 1969. Cantharellus ferruginascens ingår i släktet Cantharellus och familjen kantareller.   Inga underarter finns listade i Catalogue of Life.